# Escarlata Gutiérrez Mayo
Escarlata Gutiérrez Mayo (c. 1985) es una fiscal, influencer y divulgadora española experta en la investigación de delitos informáticos.

## Trayectoria
En julio de 2013 se convirtió en fiscal de la Sección Territorial de Manzanares. Dos años más tarde, fue nombrada adjunta a las secciones contra la criminalidad informática y, en 2017, contra la delincuencia económica en la misma fiscalía. Pasó a formar parte de la asociación Woman in a legal World que promueve la visibilidad y el liderazgo de las mujeres juristas.
Como divulgadora jurídica, se ha focalizado en visibilizar la labor de los fiscales desde sus redes sociales. Además, ha publicado artículos jurídicos en El Derecho (Lefebvre), SEPIN o en Wolters Kluwer entre otros, y artículos divulgativos en medios de comunicación como El Español, Lawyerpress, o el blog Hay Derecho de Expansión. En 2019, fue una de las treinta escritoras del libro Mujeres en construcción (perdonen las molestias), creado para generar debate en torno a la igualdad de género junto a otras autoras como Marisa Alemany, Malín Simón o Alicia Muñoz Alabau.
Ha sido codirectora de cursos de la Fiscalía de Castilla-La Mancha, del Consejo General del Poder Judicial en Castilla-La Mancha y del Centro de Estudios Jurídicos del Ministerio de Justicia. Ha impartido ponencias en universidades, el CGPJ, el Centro de Estudios Jurídicos del Ministerio de Justicia, en diversos Colegios de Abogados y para la Guardia Civil sobre temáticas como delitos informáticos, violencia de género digital y delitos contra la intimidad realizados a través de las redes sociales.

## Reconocimientos
En 2021, fue finalista al Premio Pericia Tecnológica al Mejor Comunicador de Ciberseguridad otorgado por la Asociación Profesional de Peritos de Nuevas Tecnologías, junto a Yolanda Corral, fundadora de Palabra de Hacker, y las presentadoras del programa de OndaMadrid, Buenos Días, Madrid, Ely del Valle y Nieves Ortiz. En noviembre de 2021 recibió el Premio al Cerebro más Divulgativo otorgado en el evento jurídico BBrainers.

## Obra
- 2021. Delitos informáticos. Paso a paso. Análisis detallado de las conductas delictivas más comunes en el entorno informático. Editorial Colex.[11]